# Онушко Сергій Олексійович
Сергі́й Олексі́йович Ону́шко — полковник Збройних сил України, учасник російсько-української війни.

## З життєпису
Його дідусь — підполковник Олексій Онушко, брати батька — підполковник Василь Онушко та підполковник Володимир Онушко.
У 2011-му році закінчив Академію Сухопутних військ імені гетьмана Петра Сагайдачного, за розподілом потрапив на посаду командира танкового взводу, танковий батальйон 300-го механізованого полку.
У серпні 2012-го переведений до Новограда-Волинського, 30-та окрема гвардійська механізована бригада.
В часі війни командував ротою, брав участь у боях за Дебальцеве.
У 2024 році був призначений командиром 56-ї мотопіхотної бригади.
З вересня 2024-го року призначений командиром 114 ОБрТрО.

## Нагороди
- орден «Богдана Хмельницького» І ступеня (2022) — За особисту мужність і самовіддані дії, виявлені у захисті державного суверенітету та територіальної цілісності України, вірність військовій присязі.
- орден «Богдана Хмельницького» ІІ ступеня (2022) — за особисту мужність і самовіддані дії, виявлені у захисті державного суверенітету та територіальної цілісності України, вірність військовій присязі.
- орден Богдана Хмельницького III ступеня (2021) — за особисті заслуги у зміцненні обороноздатності Української держави, мужність і самовіддані дії, виявлені у захисті державного суверенітету та територіальної цілісності України, зразкове виконання військового обов'язку.
- Орден «За мужність» III ступеня (2015) — за особисту мужність, сумлінне та бездоганне служіння Українському народові, зразкове виконання військового обов'язку.